# Morbi
Morbi är en stad i delstaten Gujarat i Indien, och är administrativ huvudort för ett distrikt med samma namn. Folkmängden uppgick till lite mer än 200 000 invånare vid folkräkningen 2011. Med förorter beräknades folkmängden till cirka 325 000 invånare 2018.